# Grecism
Grecism (franska: grécisme; tyska: Gräzismus; engelska: grecism) är ett uttryck i ett språk som uppstått under påverkan från grekiskan, eller är en imitation av detta. Ett närliggande ord är "hebraism" som betecknar samma fenomen om hebreiska.
Termen kan även användas om den klassiska grekiska kulturens anda och imitation av klassisk grekisk stil i moderna konstverk.
Termen härstammar etymologiskt från latinets Graeci, "grekerna". Under medeltiden förändrades detta till Graecismus och i dagens franska till grécisme, varifrån det svenska ordet närmast kommer ifrån.